# Крістоффер Сакаріассен
Крістоффер Сакаріассен (норв. Kristoffer Zachariassen, нар. 27 січня 1994) — норвезький футболіст, півзахисник клубу «Ференцварош».

## Ігрова кар'єра
Розпочав грати у нижчолігових клубах «Сунд» та «Сотра», а на початку 2013 року уклав контракт з клубом «Нест-Сотра», у складі якого провів наступні чотири роки своєї кар'єри гравця. Більшість часу, проведеного у складі «Нест-Сотра», був основним гравцем команди, виступаючи з командою у другому і третьому за рівнем дивізіоні країни.
На початку 2017 року приєднався до складу клубу «Сарпсборг 08», у складі якого 2 квітня 2017 року дебютував у вищому дивізіоні Норвегії в грі проти «Согндала» (3:1), забивши в цій же грі свій перший гол на найвищому рівні. З командою став фіналістом Кубка Норвегії 2017 року. Станом на 11 грудня 2018 року відіграв за команду із Сарпсборга 55 матчів в національному чемпіонаті.

## Титули і досягнення
- Чемпіон Угорщини (4):

«Ференцварош»: 2021-22, 2022-23, 2023-24, 2024-25
- Володар Кубка Угорщини (1):

«Ференцварош»: 2021-22

## Статистика виступів

### Статистика клубних виступів
| Сезон                    | Клуб                     | Чемпіонат                | Чемпіонат | Чемпіонат | Національний кубок | Національний кубок | Національний кубок | Континентальні кубки | Континентальні кубки | Континентальні кубки | Суперкубки | Суперкубки | Суперкубки | Усього | Усього |
| Сезон                    | Клуб                     | Ліга                     | Ігор      | Голів     | Ліга               | Ігор               | Голів              | Ліга                 | Ігор                 | Голів                | Ліга       | Ігор       | Голів      | Ігор   | Голів  |
| ------------------------ | ------------------------ | ------------------------ | --------- | --------- | ------------------ | ------------------ | ------------------ | -------------------- | -------------------- | -------------------- | ---------- | ---------- | ---------- | ------ | ------ |
| 2010                     | «Сунд»                   | 3Д (IV)                  | ?         | ?         | КН                 | ?                  | ?                  | -                    | -                    | -                    | -          | -          | -          | ?      | ?      |
| 2011                     | «Сунд»                   | 3Д (IV)                  | ?         | ?         | КН                 | ?                  | ?                  | -                    | -                    | -                    | -          | -          | -          | ?      | ?      |
| 2012                     | «Сунд»                   | 4Д (V)                   | ?         | ?         | КН                 | ?                  | ?                  | -                    | -                    | -                    | -          | -          | -          | ?      | ?      |
| Усього за «Сунд»         | Усього за «Сунд»         | Усього за «Сунд»         | ?         | ?         |                    | ?                  | ?                  |                      | -                    | -                    |            | -          | -          | ?      | ?      |
| 2012                     | «Сотра»                  | 3Д (IV)                  | 9         | 1         | КН                 | -                  | -                  | -                    | -                    | -                    | -          | -          | -          | 9      | 1      |
| 2013                     | «Нест-Сотра»             | 2Д (III)                 | 19        | 3         | КН                 | 1                  | 0                  | -                    | -                    | -                    | -          | -          | -          | 20     | 3      |
| 2014                     | «Нест-Сотра»             | 1Д (II)                  | 29        | 5         | КН                 | 2                  | 0                  | -                    | -                    | -                    | -          | -          | -          | 31     | 5      |
| 2015                     | «Нест-Сотра»             | 1Д (II)                  | 29        | 4         | КН                 | 2                  | 0                  | -                    | -                    | -                    | -          | -          | -          | 31     | 4      |
| 2016                     | «Нест-Сотра»             | 2Д (III)                 | 24        | 8         | КН                 | 4                  | 0                  | -                    | -                    | -                    | -          | -          | -          | 28     | 8      |
| Усього за «Нест-Сотру»   | Усього за «Нест-Сотру»   | Усього за «Нест-Сотру»   | 101       | 20        |                    | 9                  | 0                  |                      | -                    | -                    |            | -          | -          | 110    | 20     |
| 2017                     | «Сарпсборг 08»           | ЕС                       | 29        | 8         | КН                 | 5                  | 2                  | -                    | -                    | -                    | -          | -          | -          | 34     | 10     |
| 2018                     | «Сарпсборг 08»           | ЕС                       | 19        | 4         | КН                 | 2                  | 0                  | ЛЄ                   | 7                    | 1                    | -          | -          | -          | 28     | 5      |
| Усього за «Сарпсборг 08» | Усього за «Сарпсборг 08» | Усього за «Сарпсборг 08» | 48        | 12        |                    | 7                  | 2                  |                      | 7                    | 1                    |            | -          | -          | 62     | 15     |
| Усього за кар'єру        | Усього за кар'єру        | Усього за кар'єру        | 158+      | 33+       |                    | 16+                | 2+                 |                      | 7                    | 1                    |            | -          | -          | 181+   | 36+    |